# تفسير البحر المحيط
تفسير البحر المحيط أحد كتب تفسير القران الكريم، ألفه أبو حيان الغرناطي، إِبَّان إقامته في مِصْرَ بعد أن جاوز الخمسين من عمُرُه. يُعد الكتابُ المرجعَ الأهم لمن أراد الوقوفَ على وجوه الإعراب لألفاظ القرآن الكريم ودقائق مسائله النحوية؛ فابنُ حيان يتكلم في كتابه على المعاني اللغوية للمفردات ذاكرًا أسباب النزول، والناسخ والمنسوخ، والقراءات مع توجيهها، وهو لا يفضل الناحية البلاغية في القرآن، ولا يهمل الأحكامَ الفقهية عندما يمر بآيات الأحكام. ذاكرًا ما جاء عن السلف، ومن تقدمه من الخلف.

## أسلوب التفسير
يُعد ( البحرُ المحيط ) من التفاسير المدرجة ضمن التفاسير بالرأي، اهتم فيه مصنفه أبو حيان بذكر وجوه الإعراب لألفاظ القرآن ودقائق مسائله النحوية، وتوسع فيها غاية التوسع، وذكر مسائل الخلاف فيها، حتى كاد الكتاب أقرب ما يكون كتاب نحو منه كتاب تفسير، ومع ذلك لم يهمل المصنف الجوانب التفسيرية الأخرى، كذكره المعاني اللغوية للآيات، والأسباب الواردة في نزولها، ويتعرض أيضًا لذكر الناسخ والمنسوخ، وأوجه القراءات القرآنية، والأحكام الفقيهة المتعلقة بآيات الأحكام، وقد اعتمد المصنف في جمع مادة تفسيره على كتاب التحرير والتحبير لأقوال أئمة التفسير لمؤلفه ابن النقيب، كما أنه كان كثيرًا ما ينقل عن الزمخشري وابن عطية الأندلسي، خاصة في مسائل النحو، ويتعقبهما في كثير من المسائل، مع اعترافه لهما بمنزلتهما العلمية.

## منهج المفسر
الجانبُ النحوي هو أبرز ما في تفسير البحر المحيط؛ إذ إن المؤلف قد أكثر من ذكر مسائل النحو، وتوسع فيها غاية التوسع، وذَكر مسائلَ الخلاف فيها، وقد ذكر أبو حيان في مقدمة كتابه منهجه في تفسير القرآن الكريم، وحاصل منهجه نستعرضه وفق الآتي: يبدأ الكلام على مفردات الآية القرآنية، فيشرحها كلمة كلمة، ويبين معانيها، وبعد أن يذكر سبب نزول الآية، إن كان ثمة سبب لنزولها، يشرع في تفسير الآية كاملة، ثم يذكر تناسب الآية مع ما قبلها من الآيات، وكان من منهج أبي حيان ذكر أوجه القراءات القرآنية الواردة في الآية، مع توجيهه لتلك القراءات وفق مقتضيات اللغة العربية، ثم إن أبا حيان ينقل أقوال السلف والخلف الواردة في معاني الآيات، ويختار منها ما يراه الأقوى دليلاً، والأصح ثبوتاً، وكان لأبي حيان اهتمام خاص ببيان النواحي البلاغية في الآية التي يريد تفسيرها، فنجده يبين أوجه البلاغة فيها غاية البيان، أما معالجته لآيات الأحكام فهذا من منهجه أيضًا، فكان ينقل أقوال الفقهاء في المسألة موضع البحث، ويرجح منها ما يرى أن الدليل يؤيده، والعقل يصوبه.
ويلاحظ من منهج أبي حيان في تفسيره أنه لا يحمل النص القرآني ما لا يحتمل، ولا يخرج به عن ظاهره إلا لدليل يقتضي هذا الخروج، لذلك لا يعرض في تفسيره لأقوال أهل الفلسفة، ولا يعرج لا من قريب ولا بعيد على أقوال الفرق الباطنية، التي تعتمد التأويل المرجوح لآيات القرآن الكريم، ويُلمس أن أبا حيان كان في منهجه بعيداً عن أقوال أهل الفلسفة، وبريئا من مذهب أهل الاعتزال، غير أنه في المقابل لم يلتزم مذهب أهل السنة والجماعة في مسائل الأسماء والصفات، وإن ظهرت عنده بعض اللمسات التي تدل على تمسكه بمنهج أهل السنة والجماعة في ذلك.
يقول أبو حيان الغرناطي في مقدمة كتابه: «إني أبتدئ أولاً بالكلام على مفردات الآية التي أفسرها لفظة لفظة فيما يحتاج إليه من اللغة والأحكام النحوية لتلك الفظة، وإذا كان للكلمة معنيان أو معان ذكرت ذلك في أول موضع فيه تلك الكلمة، لينظر ما يناسب لها من تلك المعاني في كل موضع تقع فيه فيحمل عليه، ثم أشرع في تفسير الآية ذاكرًا سبب نزولها وارتباطها بما قبلها حاشدًا فيها القراءات، ذاكرًا توجيه ذلك في علم العربية، بحيث إني لا أغادر منها كلمة وإن اشتهرت حتى أتكلم عليها مبديًا ما فيها من غوامض الإعراب ودقائق الآداب».

وللغوية السعودية شعاع إبراهيم المنصور أبحاث نحوية حول تفسير البحر المحيط، نشرت في 1994 بعنوان أبيات النحو في تفسير البحر المحيط وأصله رسالتها ماجستير، ناقشتها في 1990.

## وصلات خارجية
- تحميل تفسير البحر المحيط من المكتبة الشاملة
- تحميل تفسير البحر المحيط من المكتبة الوقفية